# PVC-1
«PVC-1» — колумбийский фильм 2007 года, полнометражный дебют режиссёра греческого происхождения Спироса Статулопулоса. Почти полуторачасовой фильм снят одним дублем и повествует о женщине, на шее которой закрепляют «бомбу-воротник». Согласно титрам фильма, его сюжет основан на реальных событиях.
Премьера фильма состоялась 27 мая 2007 года на Каннском кинофестивале в рамках программы Directors' Fortnight. Он номинировался на приз «Золотой Александр» и завоевал несколько наград в Салониках и на других кинофестивалях.

## Сюжет
По дороге в сельской местности едут на машине трое мужчин, женщина и мальчик. Возле одного из домов они останавливаются, мужчины и мальчик надевают на головы маски, скрывающие лицо, и нападают на членов семьи, живущих в бедном доме (муж с женой и их троих детей). Главарь нападающих говорит, что семья должна срочно найти и передать им 15 миллионов песо, не сообщая в полицию. На шею жены они надевают трубку с проводами, причём заклеивают её так, что снять трубку женщина не может. Когда нападавшие уходят, семья обнаруживает аудиокассету, на которой говорится, что в трубке на шее женщины находится бомба, которая взорвётся, если деньги не будут доставлены.
Муж и жена со старшей дочерью отправляются за подмогой, а сына и младшую дочь оставляют дома. Перед этим сын звонит родственникам, чтобы те вызвали полицию, и муж с женой должны теперь добраться до места, где их будут ждать сапёры. Сосед, узнав о бомбе, отказывается вести супругов, однако они добираются на тележках по железной дороге, и потом идут через заросли. Прибыв на пустынное место, супруги и дочь ждут приезда полиции. Приезжает сапёр, который осматривает женщину, а затем наряд полиции, который оцепляет пространство вокруг женщины и сапёра.
При помощи перочинного ножа, нагреваемого на пламени свечи, сапёр постепенно делает отверстие в пластиковой трубе на шее женщины. Время от времени процесс прерывается, когда женщине приносят попить, а также когда ей становится плохо, и врачи «скорой помощи» делают ей искусственное дыхание. Рядом с оцеплением собираются немногочисленные жители, среди них стоит человек, похожий на главаря напавших на женщину, он произносит фразу «Пепел к пеплу, прах к праху».
Понимая, что он столкнулся с очень сложным устройством, сапёр осторожно достаёт из трубки химический взрыватель, который он передаёт полковнику полиции. Затем он продолжает работу над обезвреживанием бомбы, однако внезапно она взрывается. Взрыв убивает женщину, сапёра и стоявших рядом полицейских, к ним бегут остальные, начинается паника. На заднем плане на дороге появляются младшие сын и дочь супругов. Дочка плачет, понимая, что её мать погибла; в руках у неё видна копилка, которую она принесла из дома.

## Награды
- 2007 — Каннский кинофестиваль — Приз города Рима (Спирос Статулопулос)
- 2007 — Международный кинофестиваль в Салониках — Приз зрительских симпатий (Спирос Статулопулос)
- 2007 — Международный кинофестиваль в Салониках — Лучший актёр (Алберто Сорноса, роль сапёра)
- 2007 — Международный кинофестиваль в Салониках — Приз FIPRESCI (Спирос Статулопулос)
- 2007 — Международный кинофестиваль в Салониках — «Серебряный Александр» (Спирос Статулопулос)
- 2008 — Международный кинофестиваль в Бангкоке — «Золотая киннара» за лучший фильм (Спирос Статулопулос)
- 2008 — Международный кинофестиваль в Софии — «Горькая чаша» за вклад в киноискусство (Спирос Статулопулос)[1]